# Ларедо
Ларедо (енгл. Laredo) град је у америчкој савезној држави Тексас. Налази се у округу Веб, чије је седиште. По попису становништва из 2010. у њему је живело 236.091 становника.

## Географија

### Клима
| Клима (Ларедо)             | Клима (Ларедо) | Клима (Ларедо) | Клима (Ларедо) | Клима (Ларедо) | Клима (Ларедо) | Клима (Ларедо) | Клима (Ларедо) | Клима (Ларедо) | Клима (Ларедо) | Клима (Ларедо) | Клима (Ларедо) | Клима (Ларедо) | Клима (Ларедо) |
| Показатељ \ Месец          | .Јан.          | .Феб.          | .Мар.          | .Апр.          | .Мај.          | .Јун.          | .Јул.          | .Авг.          | .Сеп.          | .Окт.          | .Нов.          | .Дец.          | .Год.          |
| -------------------------- | -------------- | -------------- | -------------- | -------------- | -------------- | -------------- | -------------- | -------------- | -------------- | -------------- | -------------- | -------------- | -------------- |
| Средњи максимум, °C (°F)   | 19,7 (67,5)    | 22,8 (73)      | 27,6 (81,7)    | 31,9 (89,4)    | 35,1 (95,2)    | 37,6 (99,7)    | 38,7 (101,7)   | 38,2 (100,8)   | 35,0 (95)      | 30,4 (86,7)    | 24,8 (76,6)    | 20,3 (68,5)    | 30,2 (86,4)    |
| Средњи минимум, °C (°F)    | 6,5 (43,7)     | 9,0 (48,2)     | 13,3 (55,9)    | 17,0 (62,6)    | 21,1 (70)      | 23,4 (74,1)    | 24,1 (75,4)    | 23,9 (75)      | 21,8 (71,2)    | 17,4 (63,3)    | 11,9 (53,4)    | 7,4 (45,3)     | 16,4 (61,5)    |
| Количина падавина, mm (in) | 19 (7,5)       | 24 (9,4)       | 23 (9,1)       | 39 (15,4)      | 69 (27,2)      | 75 (29,5)      | 45 (17,7)      | 61 (24)        | 69 (27,2)      | 69 (27,2)      | 29 (11,4)      | 22 (8,7)       | 536 (211)      |
| [ тражи се извор ]         |                |                |                |                |                |                |                |                |                |                |                |                |                |

## Демографија
Према попису становништва из 2010. у граду је живело 236.091 становника, што је 59.515 (33,7%) становника више него 2000. године.
| Група             | 2000.           | 2010.           |
| Белци             | 8.891 (5,0%)    | 8.086 (3,4%)    |
| Афроамериканци    | 652 (0,4%)      | 1.110 (0,5%)    |
| Азијати           | 820 (0,5%)      | 1.454 (0,6%)    |
| Хиспаноамериканци | 166.216 (94,1%) | 225.750 (95,6%) |
| Укупно            | 176.576         | 236.091         |

## Партнерски градови
- Lower Hutt
- Сан Франсиско де Кампече
- Тихуана
- Ирапуато
- Тореон